# Vietnamesische Fußballnationalmannschaft der Frauen/Weltmeisterschaften
Der Artikel beinhaltet eine ausführliche Darstellung der vietnamesischen Fußballnationalmannschaft der Frauen bei Weltmeisterschaften. Vietnam konnte sich 2022 erstmals für die WM-Endrunde 2023 qualifizieren. Die Mannschaft ist die achte asiatische Mannschaft, die sich für eine WM-Endrunde qualifizieren konnte und nach der Republik China, Äquatorialguinea, Thailand und den Philippinen das fünfte Land, aus dem sich nur die Frauen für die WM qualifizieren konnten.

## Die Nationalmannschaft bei Weltmeisterschaften

### Übersicht
| Jahr | Gastgeberland         | Teilnahme bis …    | Gegner                     | Ergebnis | Trainer       | Bemerkungen und Besonderheiten                                                                           |
| ---- | --------------------- | ------------------ | -------------------------- | -------- | ------------- | --- |
| 1991 | Volksrepublik China   | nicht teilgenommen |                            |          |               | An der Asienmeisterschaft 1991, die als Qualifikation diente, nahm Vietnam nicht teil.                   |
| 1995 | Schweden              | nicht teilgenommen |                            |          |               | An der Asienmeisterschaft 1993, die als Qualifikation diente, nahm Vietnam nicht teil.                   |
| 1999 | USA                   | nicht teilgenommen |                            |          |               | An der Asienmeisterschaft 1997, die als Qualifikation diente, nahm Vietnam nicht teil.                   |
| 2003 | USA                   | nicht qualifiziert |                            |          |               | Bei der Asienmeisterschaft 2003 in der Gruppenphase an China gescheitert.                                |
| 2007 | Volksrepublik China   | nicht qualifiziert |                            |          |               | Bei der Asienmeisterschaft 2006 in der Gruppenphase an Japan und China gescheitert.                      |
| 2011 | Deutschland           | nicht qualifiziert |                            |          |               | Bei der Asienmeisterschaft 2010 an China, Australien und Südkorea gescheitert.                           |
| 2015 | Kanada                | nicht qualifiziert |                            |          |               | Bei der Asienmeisterschaft 2014 an Thailand gescheitert.                                                 |
| 2019 | Frankreich            | nicht qualifiziert |                            |          |               | Bei der Asienmeisterschaft 2018 an Australien, Japan und Südkorea gescheitert.                           |
| 2023 | Australien/Neuseeland | Vorrunde           | USA, Portugal, Niederlande | 32.      | Mai Đức Chung | In den Playoffs bei der Asienmeisterschaft 2022 gegen die Rep. China (Taiwan) und Thailand durchgesetzt. |

### Statistik
(Angaben inkl. 2023: Neun Weltmeisterschaften)
- nicht teilgenommen: dreimal (33,3 %)
- nicht qualifiziert: fünfmal (55,5 %)
- qualifiziert: einmal (11,1 % bzw. 16,7 % der Versuche)
  - Vorrunde: einmal (11,1 %)

## Die Turniere

### WM 1991 in der Volksrepublik China
An der Fußball-Asienmeisterschaft der Frauen 1991, die als Qualifikation diente, nahm Vietnam nicht teil und konnten sich somit auch nicht für die erste WM der Frauen qualifizieren.

### WM 1995 in Schweden
Auch zwei Jahre später nahm Vietnam nicht an der Fußball-Asienmeisterschaft der Frauen 1993 teil und konnten sich damit nicht für die qualifizieren.

### WM 1999 in den USA
An der Fußball-Asienmeisterschaft der Frauen 1997 nahm Vietnam ebenfalls nicht teil und konnte sich somit nicht für die dritte Weltmeisterschaft qualifizieren.

### WM 2003 in den USA
Eigentlich sollte die WM 2003 dann wieder in der Volksrepublik China stattfinden. Wegen der SARS-Epidemie wurde das Turnier kurzfristig in die USA verlegt. Damit fand die Weltmeisterschaft zum zweiten Mal in den USA statt. Vietnam nimmt seit 1999 an den Asienmeisterschaften teil, so auch an der Meisterschaft 2003, die als Qualifikation für die WM diente und wegen der SARS-Krise von April auf Juni verschoben wurde. In der Gruppenphase verloren die Vietnamesinnen das erste Spiel gegen China mit 0:6. Sie konnten dann zwar gegen Usbekistan mit 4:2 und Indien mit 2:1 gewinnen, dies reichte aber nicht um die Finalrunde und damit die WM-Endrunde zu erreichen.

### WM 2007 in der Volksrepublik China
Vier Jahre später fand dann die WM doch zum zweiten Mal in der Volksrepublik China statt. Vietnam konnte sich in der Qualifikation zur Fußball-Asienmeisterschaft der Frauen 2006 mit Siegen gegen Myanmar (1:0) und die Philippinen (6:1) für die Asienmeisterschaft qualifizieren. In Australien wurde aber gegen Japan (0:5) und China (0:2) verloren und nur gegen Chinesisch Taipeh gewonnen, so dass die Finalrunde und damit die WM-Endrunde nicht erreicht wurde.

### WM 2011 in Deutschland
Vietnam konnte in der Qualifikation zur Fußball-Asienmeisterschaft der Frauen 2010 mit 10:1 gegen Kirgisistan und 7:0 gegen Hongkong gewinnen und sich für die Asienmeisterschaft 2008 qualifizieren, die als Qualifikation für die WM diente. In China wurden aber die Spiele gegen Australien (0:2), China und Südkorea (beide 0:5) verloren. Für Asien gingen Australien, Japan – das dann als erste asiatische Mannschaft Fußballweltmeister wurde – und Dopingkorea an den Start.

### WM 2015 in Kanada
In der Qualifikation für die Asienmeisterschaft 2014 konnte sich Vietnam mit Siegen gegen Bahrain (8:0), Kirgisistan (12:0) und Hongkong (4:0) souverän durchsetzen und durfte anschließend zum zweiten Mal die Asienmeisterschaft ausrichten. Den Heimvorteil konnten sie aber nur im ersten Spiel gegen Jordanien ausnutzen und gewannen mit 3:1. Nach Niederlagen gegen Japan (0:4) und Australien (0:2) durften sie aber als Gruppendritte gegen Thailand um den fünften WM-Startplatz für Asien spielen, verloren aber mit 1:2, wodurch sich Thailand erstmals für die WM-Endrunde qualifizierte.

### WM 2019 in Frankreich
In der Qualifikation für die WM in Frankreich, für die den Asiatinnen wieder fünf Startplätze zugestanden wurden, musste Vietnam sich zunächst für die Asienmeisterschaft 2018 qualifizieren. Dies gelang bei einem Turnier in Hanoi durch Siege gegen Syrien (11:0), Singapur (8:0), den Iran (6:1) und Myanmar (2:0) als Gruppensieger. Bei der Endrunde in Jordanien verloren sie aber wieder alle Spiele (0:4 gegen Japan, 0:8 gegen Australien und 0:4 gegen Südkorea).

### WM 2023 in Australien und Neuseeland
In der Qualifikation für die WM in Australien und Neuseeland, für die den Asiatinnen fünf feste Startplätze zugestanden wurden, qualifizierten sich die Vietnamesinnen durch den Sieg in den Playoffs bei der Fußball-Asienmeisterschaft der Frauen 2022. Für die Endrunde hatte sich Vietnam bei einem Turnier im September 2021 in Tadschikistan durch Siege gegen die Malediven (16:0) und Tadschikistan (7:0) qualifiziert. Dabei war Phạm Hải Yến mit acht Toren beste Torschützin der asiatischen Qualifikation. Bei der Endrunde in Indien verloren sie die ersten beiden Spiele gegen Südkorea und Japan mit 0:3. Im letzten Spiel reichte dann ein 2:2 gegen Myanmar um dank eines Gegentors weniger als zweitbester Gruppendritter das Viertelfinale zu erreichen. Hier verloren sie mit 1:3 gegen China und verpassten damit die vorzeitige WM-Qualifikation. In den Playoffs konnten sie dann aber Thailand mit 2:0 und die Rep. China (Taiwan) mit 2:1 besiegen, wodurch sie erstmals für die WM-Endrunde qualifiziert sind.
Bei der Auslosung am 22. Oktober 2022 wurde Vietnam der Gruppe mit Titelverteidiger USA, Vizeweltmeister Niederlande und einer Mannschaft zugelost, die sich im Februar beim interkontinentalen Play-off-Turnier noch qualifizieren muss. Dies ist Portugal, das sich im Play-off-Finale gegen Kamerun durchsetzte. Vietnam ist erst die zweite Mannschaft nach der Schweiz (2015), die in ihrem ersten WM-Spiel auf den Titelverteidiger traf. Mit 0:3 zogen sich die Vietnamesinnen zwar achtbar aus der Affäre, durch die anschließende 0:2-Niederlage gegen Portugal, hatten sie aber schon vor dem letzten Spiel keine Chance mehr das Achtelfinale zu erreichen und verloren dann mit 0:7. Damit schieden sie als schlechteste Mannschaft des Turniers aus.

## Spiele
| Alle WM-Spiele |            |          |                         |                |          |                                    |
| Nr.            | Datum      | Ergebnis | Gegner                  | Austragungsort | Anlass   | Bemerkungen                        |
| 1              | 22.07.2023 | 0:3      | Vereinigte Staaten (TV) | Auckland (NZL) | Vorrunde | Erstes Spiel gegen die USA         |
| 2              | 27.07.2023 | 0:2      | Portugal                | Hamilton (NZL) | Vorrunde | Erstes Spiel gegen Portugal        |
| 3              | 01.08.2023 | 0:7      | Niederlande             | Dunedin (NZL)  | Vorrunde | Erstes Spiel gegen die Niederlande |

## Negativrekorde
- Vietnam gehört zu den elf WM-Teilnehmern, die noch kein WM-Spiel gewinnen konnten, den sechs punktlosen Mannschaften und den zwei Mannschaften, die noch kein Tor erzielen konnten.
- Schlechteste Mannschaft der WM 2023